# Nhà thờ Thánh Tôma ở Praha
Nhà thờ Thánh Tôma ở Praha (tiếng Séc: Kostel svatého Tomáše (Praha)) là một trong những nhà thờ giáo xứ Công giáo La Mã thuộc tổng giáo phận Praha, tọa lạc ở Phố nhỏ Praha, Cộng hòa Séc. Thánh đường này có tên trong danh sách các di tích văn hóa cấp quốc gia.

## Lịch sử
Nhà thờ ban đầu mang phong cách Romanesque có từ đầu thế kỷ 13. Vua Séc Václav II đã cho xây dựng nhà thờ Thánh Tôma theo phong cách Gothic vào giai đoạn 1285 - 1379. Bên cạnh nhà thờ, một tu viện dành cho dòng Augustinô cũng được dựng lên. Năm 1379, nhà thờ được Giáo hoàng Cardinal Pile thánh hiến.
Nhà thờ trải qua hỏa hoạn vào các năm 1420 và 1541. Vì vậy, nhà thờ được xây dựng lại theo phong cách Phục hưng vào giữa thế kỷ 16. Vào năm 1725, nhà thờ được tu sửa lại theo phong cách Baroque để có diện mạo như hiện nay, do kiến trúc sư Kilian Ignaz Dientzenhofer đảm nhiệm. Sau đó, công việc trùng tu nhà thờ tiếp tục diễn ra nhiều lần vào giai đoạn từ thế kỷ 18 - thế kỷ 20. Từ ngày 1 tháng 7 năm 2004, nhà thờ Thánh Tôma trở thành nhà thờ giáo xứ duy nhất ở Phố nhỏ Praha.

## Kiến trúc
Cả bên ngoài lẫn bên trong nhà thờ đều được trang trí bằng nhiều bức tranh và tác phẩm điêu khắc của các vị thánh, chẳng hạn như:
- Tượng Thánh Augustinô (ở mặt tiền phía trên cổng chính) và nhiều bức tượng thánh khác.
- Bức tranh Cuộc tử đạo của Thánh Tôma (tác giả: Peter Paul Rubens).[3]
- Tranh về Đức Trinh Nữ Maria, Thánh Giuse, Thánh Anna và nhiều vị thánh khác.[3]

## Hình ảnh

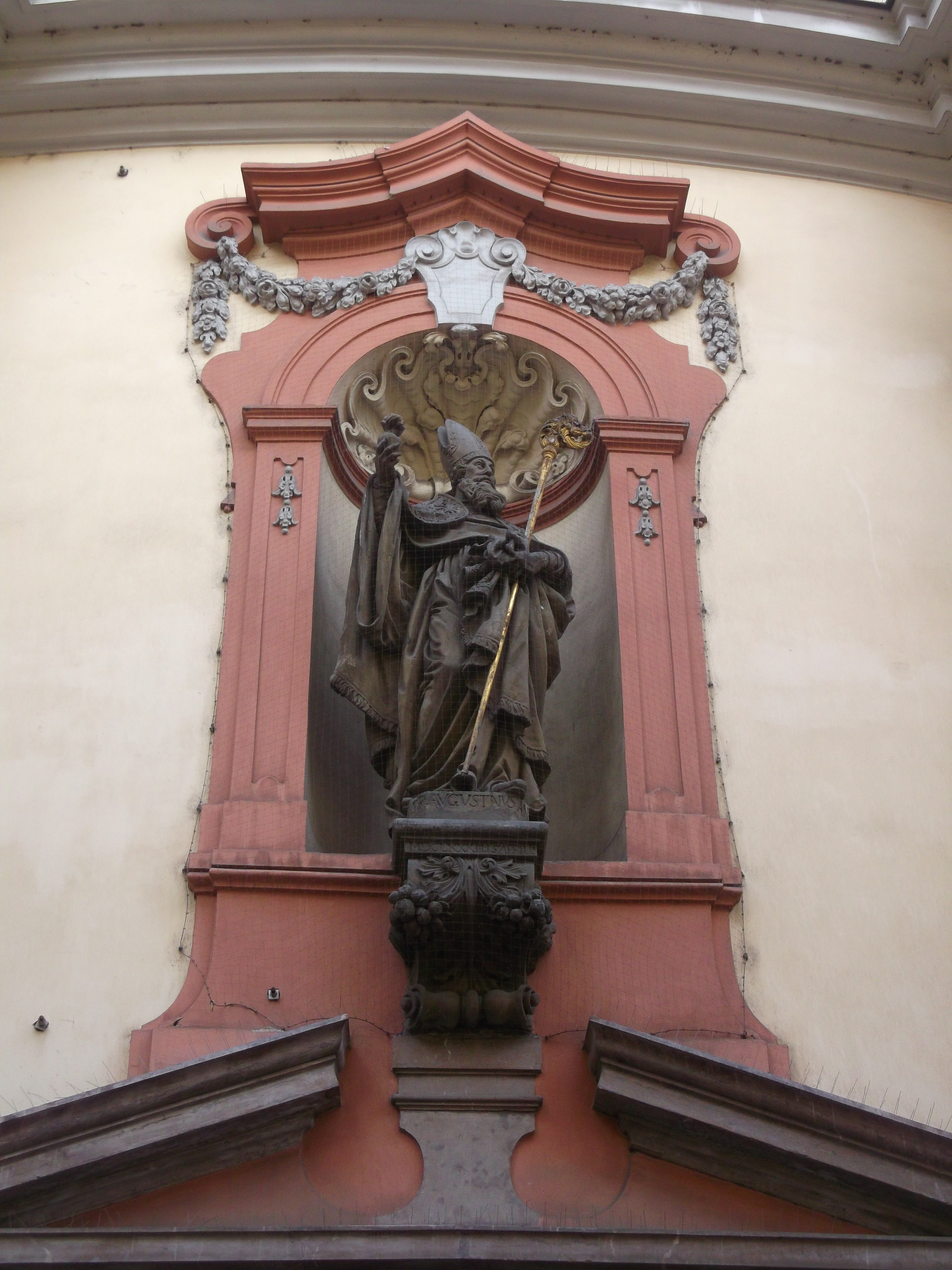
Tượng Thánh Augustinô (ở mặt tiền)
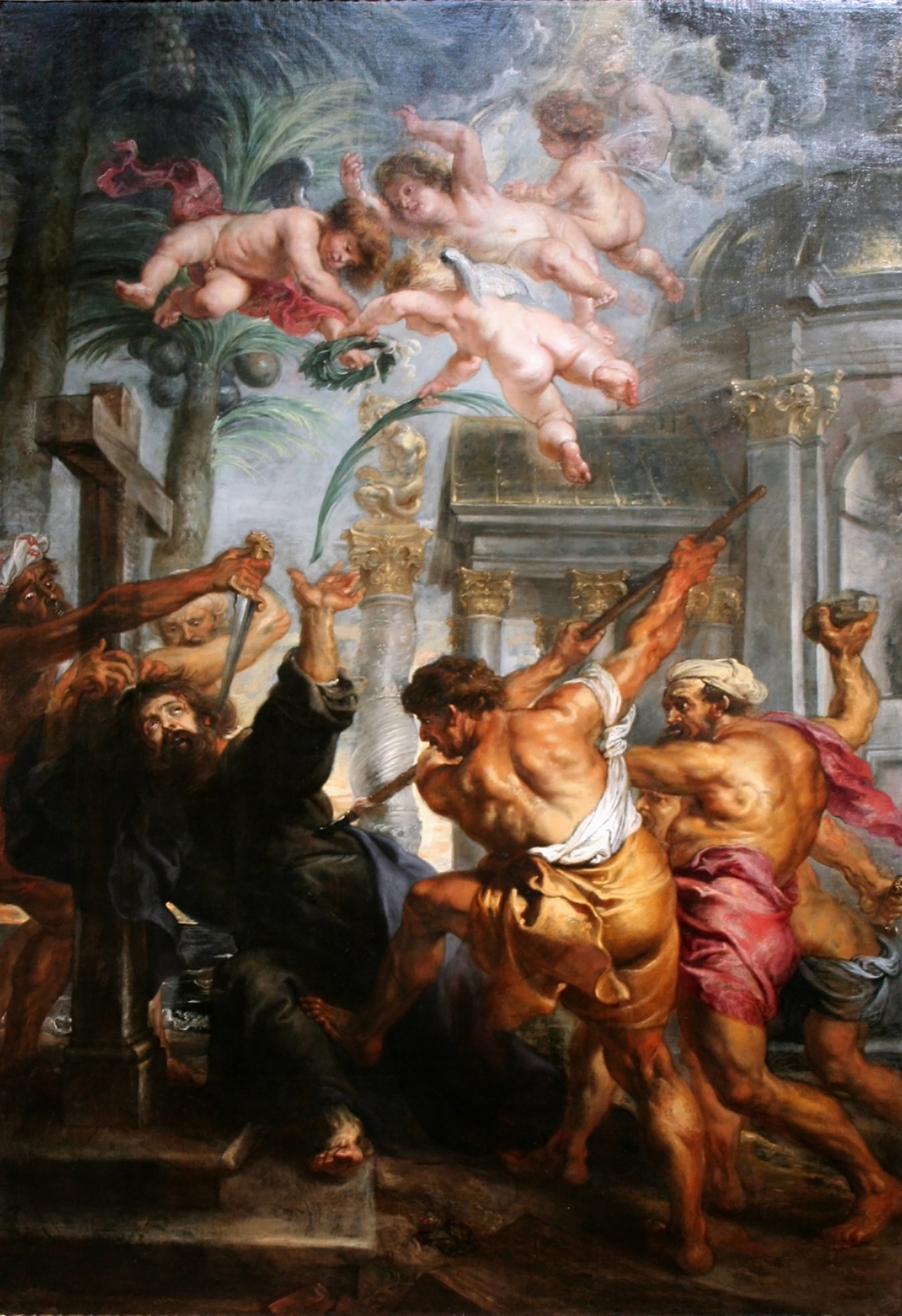
Cuộc tử đạo của Thánh Tôma (tác giả: Peter Paul Rubens)
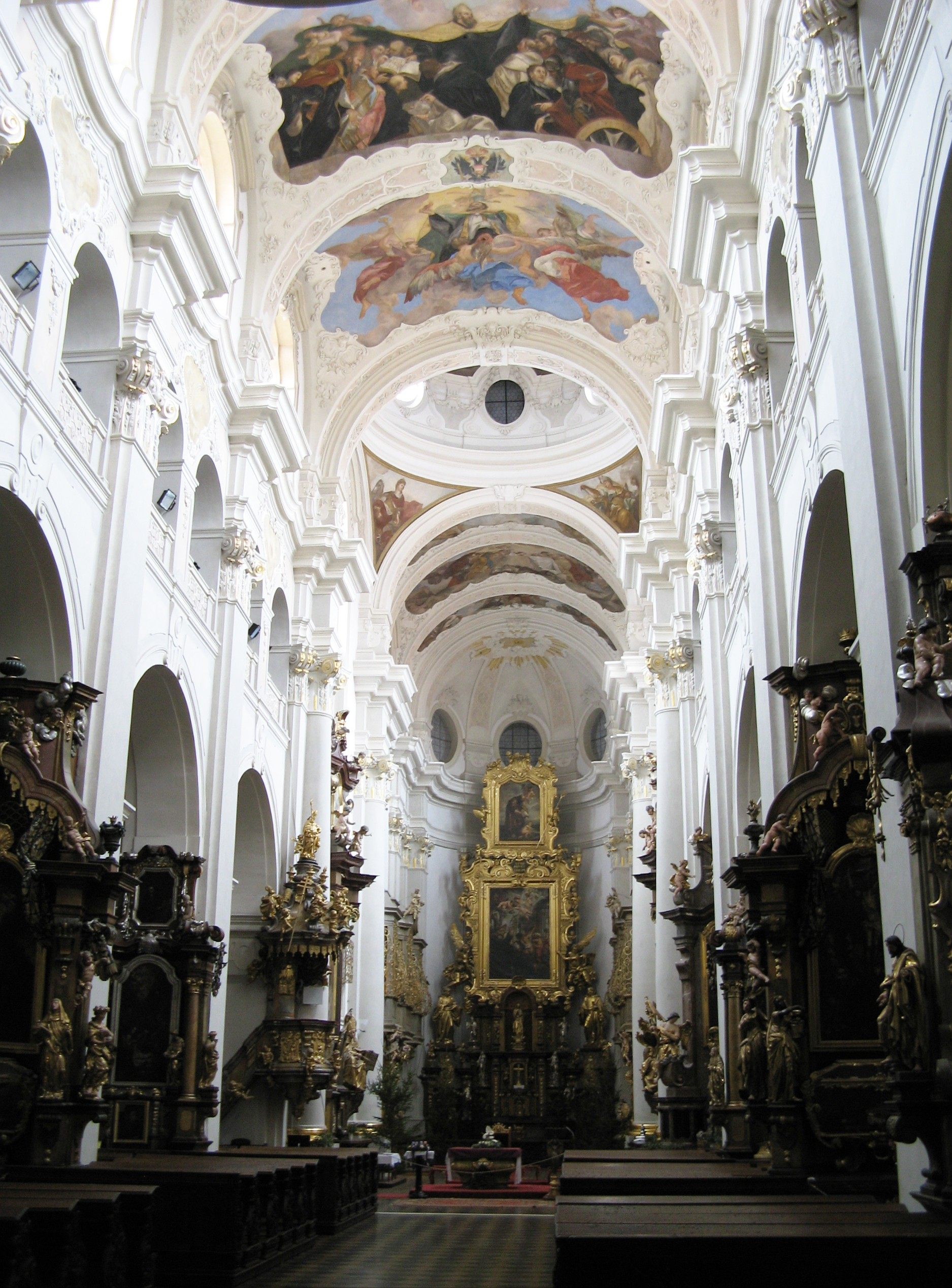